# Muñoz (Venezuela)
Muñoz é um município da Venezuela localizado no estado de Apure.
A capital do município é a cidade de Bruzual.